# Uji
Uji (宇治市 -shi) é uma cidade japonesa localizada na província de Quioto.
Em 2003 a cidade tinha uma população estimada em 188 660 habitantes e uma densidade populacional de 2 793 h/km². Tem uma área total de 67,55 km².
Recebeu o estatuto de cidade a 1 de Março de 1951.
Uji é famosa pela sua produção de chá e por ser o palco do clássico da literatura japonesa Genji no Monogatari (veja uma extensa coleção fotos de templos e de locais específicos citados na obra de Murasaki Shikibu na seção de Ligações externas, abaixo).

## Cidades-irmãs
- Kamloops, Canadá
- Xianyang, China
- Nuwara Eliya, Sri Lanka